# Joanne Kiesanowski
Joanne Kiesanowski, née le 24 mai 1979 à Christchurch est une coureuse cycliste néo-zélandaise, membre de l'équipe Tibco-SVB.

## Palmarès sur route
- 2003
  -  Championne de Nouvelle-Zélande sur route
- 2005
  - 4e étape du Tour de Thuringe
  - 3e du GP Carnevale d'Europa
- 2006
  - 3e étape du Tour de Drenthe
  - 4e étape du Tour de l'Aude
  - 2eb étape de la Grande Boucle Féminine Internationale
  - L'Heure D'Or Féminine (contre-la-montre par équipes)
- 2007
  -  Médaillée d'argent du championnat d'Océanie sur route
- 2008
  - Prologue et 3e étape de la Mount Hood Classic
  - 2e étape Tour de Bretagne
  - 2e du Tour de Bretagne
  - 2e de la Reading Classic
  - 3e du Tour de Leelanau
  - 8e du championnat du monde sur route
- 2009
  - 2e étape de la Joe Martin Stage Race
  - 2e de la Liberty Classic
- 2010
  - 4e étape de la Cascade Classic
  - 2e du Grand Prix cycliste de Gatineau
- 2012
  - 2e de la Crystal City Cup
- 2013
  - 3e du championnat de Nouvelle-Zélande sur route
- 2016
  - Tour de Walla Walla :
    - Classement général
    - 2e et 4e étapes

  - 3e du championnat de Nouvelle-Zélande sur route
  - 3e de la Clarendon Cup

### Classements mondiaux
| Année                                 | 2009 | 2010 | 2011 | 2012 | 2013 | 2014 | 2015 | 2016 |
| ------------------------------------- | ---- | ---- | ---- | ---- | ---- | ---- | ---- | ---- |
| Classement UCI                        | 135e | 50e  | nc   | 184e | 179e | 106e | 232e | 114e |
| UCI World Tour                        |      |      |      |      |      |      |      | 80e  |
|                                       |      |      |      |      |      |      |      |      |
| Légende : nc = non classéSource : UCI |      |      |      |      |      |      |      |      |

## Palmarès sur piste

### Jeux olympiques
- Londres 2012
  - 7e de l'omnium

### Championnats du monde
- Apeldoorn 2011
  - 9e de la course aux points
  - 9e de l'omnium
- Melbourne 2012
  - 7e de l'omnium

### Jeux du Commonwealth
- Dehli 2010
  -  Médaillée d'argent du scratch

### Jeux océaniens
- Melbourne 2004
  -  Médaillée d'argent du scratch

### Championnats d'Océanie
- Invercargill 2007
  -  Médaillée d'argent de la course aux points

### Championnats nationaux
- Championne de Nouvelle-Zélande de course aux points en 2001, 2006, 2007 et 2012
- Championne de Nouvelle-Zélande du scratch en 2001 et 2012